# 李琳 (1971年)
李琳（1971年1月11日—），女，安徽人，中国演员。

## 生平
北京电影学院1990级表演系毕业。现为现为中国国家话剧院演员。丈夫是前体操运动员李大双。